# Vil·la romana de Pla de Palol
La vil·la romana de Pla de Palol també anomenat vil·la romana de Platja Artigues és un jaciment arqueològic en uns terrenys que afronten amb la Cala Rovira, a tocar l'avinguda del Cavall Bernat (C-253), dins el terme municipal de Castell d'Aro, Platja d'Aro i s'Agaró. La part de la vil·la salvada va ser excavada en extensió, el conjunt va convertir-se en un parc arqueològic de primer ordre. El nom Palol prové del diminutiu llatí palatiulum que vol dir petit Palatí, segons el nom d'un dels set pujols de Roma, on es trobava el palau imperial. La referència al Palatí romà és una indicació de la importància i del luxe de l'antiga vil·la.

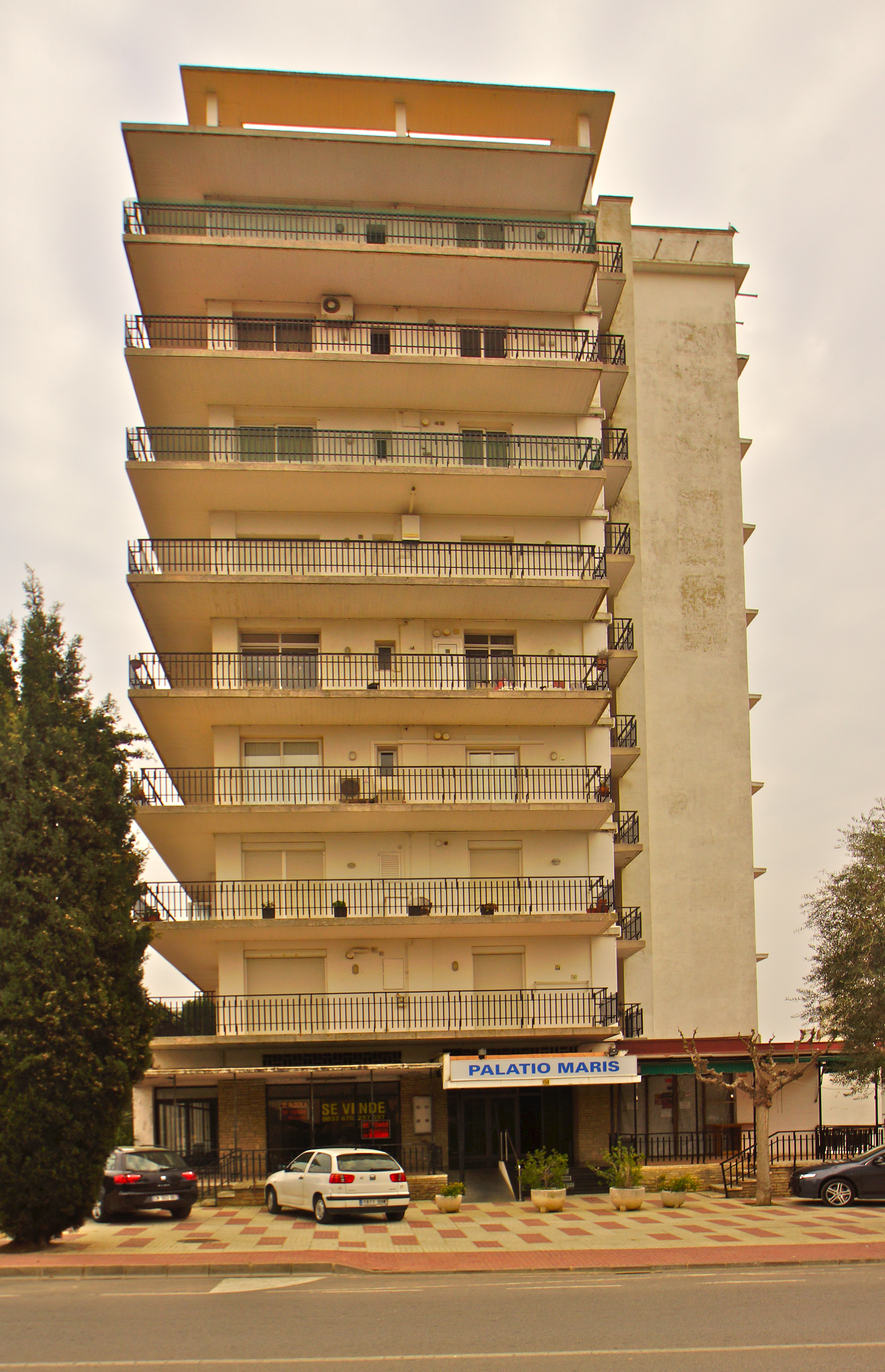
Palatio Maris damunt l'emplaçament de la vil·la

La primera investigació es va fer al segle xix. L'investigador Josep Pella i Forgas va arribar a Platja d'Aro i els habitants li van explicar la història de «la ciutat de Palol» i va decidir anar a visitar aquell lloc, on va identificar una filera de pedres treballades al mig de la carretera -antigament un camí- que comunicava Sant Feliu de Guíxols amb Palamós, i va fer una descripció de les restes del patrimoni conegut com a «Senya dels Moros». A final de l'estiu de 1955, van començar les obres d'un apartament i van trobar restes arqueològiques a prop del mas Artigues; s'iniciava la urbanització sense fre d'aquesta zona costanera. Els arqueòlegs no van poder frenar la destrucció de les runes, on a continuació es van construir l'hotel Xaloc i els apartaments Caleta Palace i Palatio Maris. Malgrat tot, l'any 1959 es va localitzar un conjunt termal, que per sort, es va poder modificar el projecte de la construcció de la casa de François Robert, de manera que es va edificar la casa sobre una sèrie de pilars i voltes que no malmetessin el conjunt i garantissin la preservació.
L'any 1988, una excavació d'urgència documentà una zona de pati davant del conjunt termal, i durant els anys 1988 i 1999, es va dur a terme l'excavació en extensió de l'àrea protegida, ha deixat les restes descobertes visitables. Els treballs han servit per conèixer l'evolució històrica d'aquest gran jaciment (uns 10.000 m² una part important dels quals correspondrien a patis i espais no construïts.) i han permès documentar diverses fases constructives, les quals impliquen una llarga pervivència, que va des de l'època baixrepublicana fins al segle VI dC. Els aliments i el vi van ser emmagatzemats en grans gerres de ceràmica anomenats en llatí dolium (plural dolia), la seva profunditat era d'un metre aproximadament. Els romans al s. II dC van marxar cap a Empúries i al segle iii van tornar a Platja d'Aro.
Es va trobar un punxó de metall en relleu per gravar les àmfores de vi (denominació d'origen), amb el nom Porcianus. Encara no s'ha trobat cap àmfora gravada amb aquest nom.
Els romans van vindre a Platja d'Aro: pel clima, per la terra, perquè estava a prop del mar i de la muntanya i perquè podien créixer com a poble cap a centre. Les activitats principals l'agricultura i el treball de la ceràmica. La vil·la romana del Pla de Palol (s. I a s. VII dC) explotava els recursos naturals de la terra, tant en l'agricultura com en l'extracció de fang per la fabricació de ceràmica. Es transportaven per via marítima gràcies el port natural de Ca la Rovira a la desembocadura de la Riera de Can Carboner.